# Jonas Bergquist
Jonas Bergquist, född 1966, är en svensk kemist och klinisk neuroforskare, professor och inspector equitandi vid Uppsala universitet, professor vid Binzhou Medical University och adjungerad professor i patologi vid University of Utah.
Jonas Bergquist studerade vid Lunds universitet och Göteborgs universitet vid vilket han disputerade 1996. Han utsågs till professor i analytisk kemi i Uppsala 2005. Jonas Bergquist är ledamot av Royal Society of Chemistry, Kungliga Ingenjörsvetenskapsakademien samt ständig sekreterare i Kungliga Vetenskaps-Societeten i Uppsala.
Utöver forskning inom analytisk kemi, proteomik och masspektrometri, är han mest känd för sina insatser för ME/CFS.